# ラーメン国技館
ラーメン国技館（ラーメンこくぎかん）は、2005年1月12日にオープンした東京都港区のアクアシティお台場内にあるラーメンに関するフードテーマパークである。
一旦は最終期の2008年8月31日に閉店したが、「最強ラーコク〜強者たちの饗宴〜」（最強場所）と題し、同年9月20日にリニューアルオープンした。
2010年3月20日にアクアシティお台場10周年を記念して「ラーメン国技館　ご当地麺祭り」と題し、日本全国から選りすぐったご当地グルメが集結するグルメフードパークとしてリニューアルオープンした。2011年3月11日に第2弾、2012年4月14日に第3弾にリニューアルし、2016年1月11日に営業を終了した。
2016年4月22日に、名称を『ラーメン国技館 舞』と改称し、フードコート型から専門店集積型に変更し全店舗を入れ替えグランドオープンした。
2022年4月29日にリニューアルオープンし、3店舗がブランド変更した。

## 概要
第1期〜最終期までの開催期間は3年間で、半年を一期とし一期につき6店舗ごとが出店していた。
館内は第1期〜最終期までは江戸の祭りをモチーフとしており、天井を黒くし夜のような雰囲気を醸し出していた。
最強場所では内装も鹿鳴館のような赤を基調とした明治時代風にイメージチェンジしている。
また、通常より小さいサイズのメニューがあり、各店の食べ比べができるようになっていた。

## 出店店舗
- 第1期（2005年1月12日〜2005年7月3日）
  - 北海道 創作ラーメン「竹麓輔商店」
  - 麺えるびす
  - 醤油ラーメン専門店　醤油問屋「いち彦じゃん」
  - 「麺屋　極一」
  - 尾道らーめん「柿岡や」
  - 九州筑豊ラーメン「山小屋」

- 第2期（2005年7月9日〜2006年1月9日）
  - 元祖札幌ラーメン横丁　萬来軒
  - 山形らーめん　天童
  - 元祖一条流　がんこラーメン
  - 横浜　六角家
  - 徳島中華そば　徳福
  - 博多豚骨　わ蔵

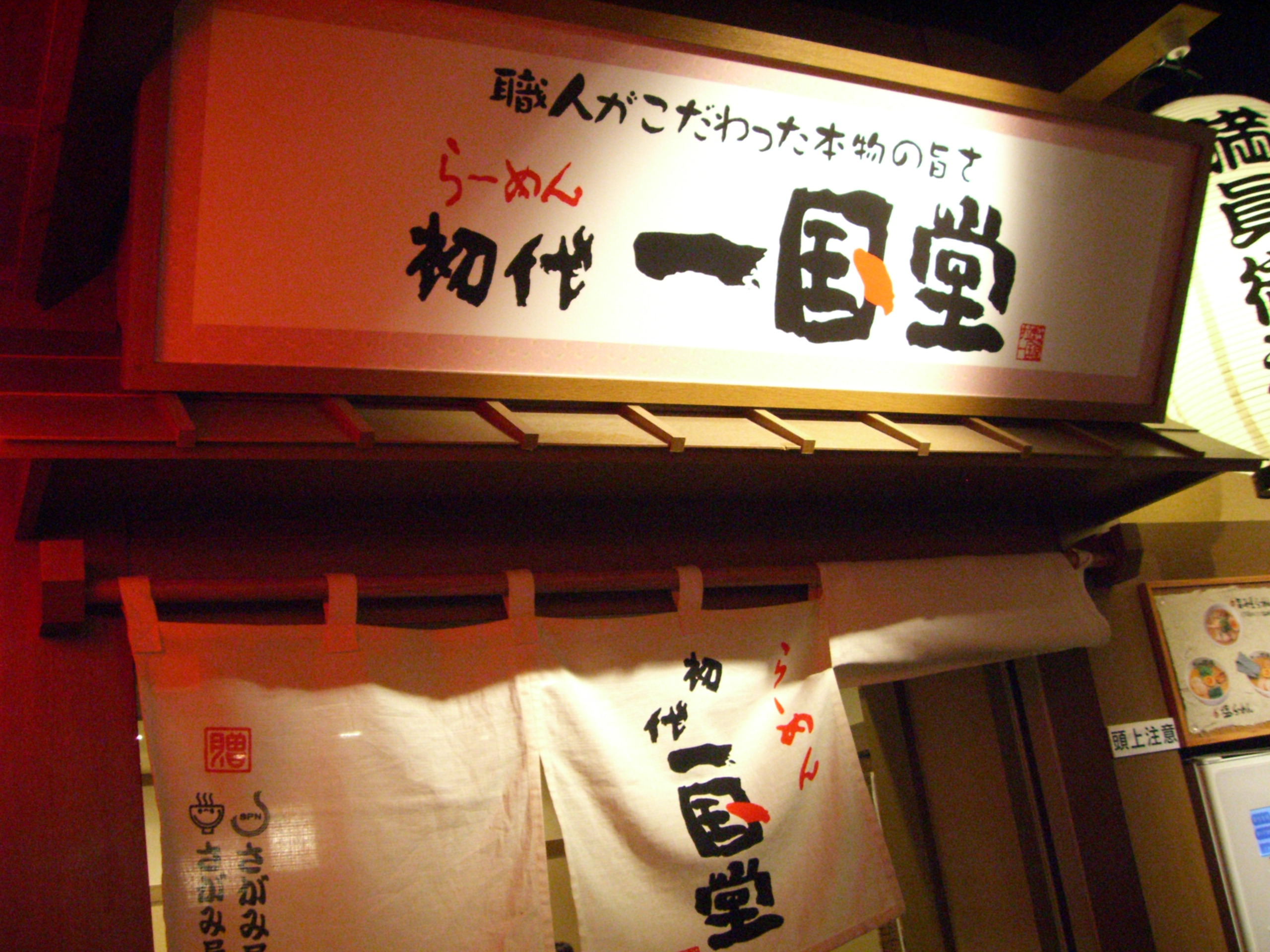
初代　一国堂(2006/3/12)

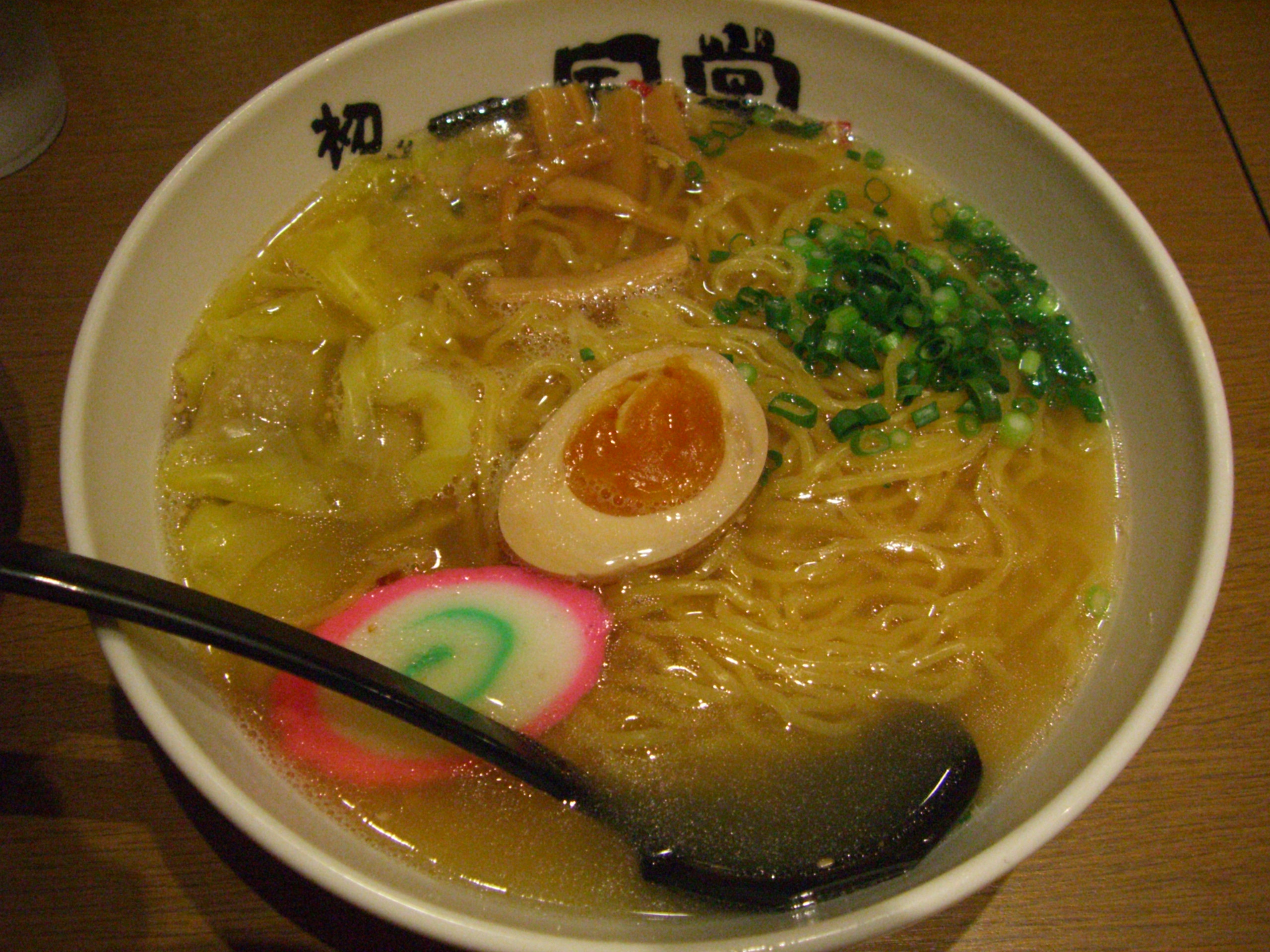
初代　一国堂　ラーメン(2006/3/12)

- 第3期（2006年1月14日〜2006年7月2日）
  - 満州屋が一番
  - 札幌らーめん　初代一国堂
  - 黒ラーメン　好来
  - 元祖旭川ラーメン　梅光軒
  - 信濃神麺　烈士洵名
  - 中華そば　いちや

- 第4期（2006年7月8日〜2007年2月4日）
  - 博多　秀ちゃんラーメン
  - 箱館らーめん　桐屋
  - 豚骨らーめん　大大
  - 九州宮崎とんこつラーメン　日向屋
  - 支那そば　きび
  - とんこつしょうゆ　東大

- 第5期（2007年2月10日〜約半年）
  - 札幌らあめん がんてつ
  - 函館塩ラーメン ずん・どう
  - 魚介とんこつ醤油 麺魂まつい
  - 飛騨高山中華そば 豆天狗
  - 京都濃厚醤油 新福菜館
  - 博多とんこつ 拉麺帝国

- 最終期（2007年9月8日〜2008年8月31日）
  - 群馬 常勝軒（群馬県伊勢崎市）
  - 会津・喜多方ラーメン　坂内食堂（福島県喜多方市） → 極上かつお醤油 まんてん（麺家いろは姉妹店）
  - 麺処 白樺山荘（北海道札幌市豊平区）
  - 博多 一幸舎（福岡県福岡市博多区）
  - 濃厚黒醤油 富山ブラック 麺家いろは（富山県射水市）
  - 極み濃厚　黒味噌　初代けいすけ（東京都文京区本郷）

- 最強ラーコク〜強者たちの饗宴〜（最強場所）（2008年9月20日〜）
第一期〜最終期までの歴代最強店が集結した最強場所。
  - 越後新潟麺処 極一（新潟県）（第一期）
  - 徳島中華そば　徳福（徳島県）（第二期）
  - 元祖一条流　がんこラーメン（東京都）（第二期）
  - 博多　秀ちゃんラーメン（福岡県福岡市博多区）（第四期）
  - 支那そば　きび（東京都）（第四期）
  - 麺処 白樺山荘（北海道札幌市豊平区）（最終期）

## 営業関連
- 営業時間：11時〜23時
- 入場料：無料

## アクセス
- ゆりかもめ台場駅下車徒歩1分
- りんかい線東京テレポート駅下車徒歩6分

## コラボレーション
- アイドルマスターSideM（2022年4月29日～6月30日）
- ラブライブ!虹ヶ咲学園スクールアイドル同好会（2023年6月16日～8月24日）